# 孙景益
孙景益（？—？），济阳县（今山东省济南市济阳区）人，元朝政治人物，元顺帝时中书左丞。
至正四年（1344年），孙景益中进士，至正二十七年（1367年），担任中书省参知政事，不久升为中书左丞。至正二十八年（1368年），分省太原。明太祖朱元璋派徐达、常遇春攻打大都，孙景益随元顺帝一同北逃。